# Nausea (Band)
Nausea ist eine Crust/-Grind-Band aus Los Angeles, Kalifornien, USA. Der Bandname ist ein medizinischer Fachausdruck für „Brechreiz“. Der Schlagzeuger Eric Castro war namensgebend für die Schlagzeugtechnik Blastbeat, da er sich das Pseudonym Dr. Blastbeat gab. In der Band spielten immer nur sogenannte „Hispanics“. Nicht zu verwechseln ist die Band mit der japanischen Punkband Nausea oder der  Crust Punk Band Nausea aus New York City.

## Geschichte
Die Band wurde von Oscar Garcia im Jahr 1985 unter dem Namen „Majesty“ gegründet. Damals spielte die Band satanischen Thrash Metal. Mit Aufkommen des Grindcore änderte die Band jedoch ihre Ausrichtung. 1987 stieg Carlos Reveles aus der Band aus, und um den stilistischen Wandel zu legitimieren und Verwirrungen auszuschließen, benannte man sich in Nausea um. Die Liedtexte handeln seitdem von Politik.
Noch im Jahr 1987 gründeten Alfred Estrada und Oscar Garcia zusammen mit Pete Sandoval und Jesse Pintado die Grindcore-Band Terrorizer. Die beiden nahmen einiges an Songmaterial mit zu Terrorizer und veröffentlichten es dort unter dem Titel World Downfall. Schon 1988 lösten sich Terrorizer wieder auf und Garcia und Estrada konnten sich wieder auf ihre Band Nausea konzentrieren. 1991 erschien dann das Debütalbum Crime Against Humanity von Nausea. Im Jahr 1994 löste sich die Band auf, reunionierte jedoch im Jahr 2001 wieder. Derzeit verfügt die Band nicht über einen Plattenvertrag.

## Diskografie

### Veröffentlichungen von Majesty
- 1987: Bestial Vomit (Demo)
- 1987: Demo II

### Veröffentlichungen von Nausea
- 1987: Rehearsal-Demo
- 1990: Mind Dead (Demo)
- 1991: Psychological Conflict (EP)
- 1991: Crime Against Humanity
- 1992: Tumor (Demo)
- 2002: The Suffering Continues (Best of)
- 2005: No Emperor (Split-EP mit Unholy Grave)
- 2006: Images of Abuse (Demo)
- 2014: Condemned to the System